# Malte Persson
Malte Persson, född 7 december 1976, är en svensk författare, litteraturkritiker, poet, skribent och översättare. 

## Biografi
Malte Perssons litterära debut Livet på den här planeten utkom 2002. Han har därefter utgivit Apolloprojektet (2004), Dikter (2007) och den historiska romanen Edelcrantz förbindelser (2008) om Abraham Niclas Edelcrantz liv. Våren 2011 utkom boken Underjorden, en samling sonetter om Stockholms tunnelbana. Persson skriver även barnböcker. För sin första barnbok Resan till världens farligaste land (2012, Bonnier Carlsen bokförlag) tilldelades han Lennart Hellsing-priset 2013.
Persson har bland annat översatt Francis Ponges Tallskogshäftet och Thomas Klings Det första världskriget.
Persson skrev 2004–2010 bloggen Errata, i vilken han kort kommenterade litterära händelser, med mera. Med sina läsarkommentarer och "debattinlägg" tjänade Errata under sina första år också som forum för litteraturdebatter i den svenska bloggosfären.
Persson medverkar regelbundet som skribent på Expressens kultursida. Mellan 2010 och 2017 var han krönikör i nyhetsmagasinet Fokus.

### Översättningar
- 2016 – Heinrich Heine: Andra tider, andra fåglar
- 2021 – Rainer Maria Rilke: Valda dikter

## Citat
| ”                                                | /.../ Hela kommunistpartier lämnar kommunismen och de sista trötta partygästerna har lämnat festen i en bil som lämnar vägen som har lämnats halvbyggd. Arbetarna lämnar fabriken och styrelseledamöterna styrelsen. Hela länder lämnar andra länder och alla sångare lämnar alla gitarrister så att alla popgrupper splittras, i en enda gigantisk knall. Avstånden i universum fortsätter att öka och många solsystem lämnar sina galaxer. Elvis har lämnat byggnaden /.../ | „ |
| – Malte Persson, Livet på den här planeten, 2002 | |   |

## Priser och utmärkelser
- 2007 – Anna Sjöstedts resestipendium
- 2008 – Wahlström & Widstrands litteraturpris
- 2009 – Lydia och Herman Erikssons stipendium
- 2009 – Gerard Bonniers stipendium för kulturjournalistik
- 2009 – Albert Bonniers stipendiefond för yngre och nyare författare
- 2011 – Göteborgs-Postens litteraturpris[3]
- 2011 – Karin Boyes litterära pris
- 2012 – Karl Vennbergs pris
- 2012 – Tegnérpriset
- 2014 – Svenska Humanistiska Förbundets pris till yngre person som har utfört ett lovvärt intellektuellt arbete i humanistisk anda[4]
- 2017 – Stipendium ur Gerard Bonniers donationsfond
- 2021 – De Nios översättarpris
- 2021 – Gustaf Fröding-sällskapets lyrikpris
- 2023 – Rausingpriset[5]